# Florianne Bultje
Florianne Bultje (Santpoort-Noord, 26 april 1998) is een Nederlands paralympische zwemmer. Ze nam deel aan de Paralympische Spelen 2024, waarbij ze een zilveren medaille won in de 4x100m wisselslag 34 punten gemengd. Bultje komt uit in de S9, S10 klasse.

## Levensloop
Bultje heeft een cerebellaire parese. In het geval van Bultje betekent dit dat de rechter kleine hersenen nauwelijks aanwezig zijn. Hierdoor zijn de gevolgen dat Bultje een slecht evenwicht en coördinatieproblemen heeft. Ook is er sprake van een gegeneraliseerde dystonie.
Zwemmen is de enige sport waarbij Bultje geen pijn ervaarde en altijd een gevoel van vrijheid kreeg. Toen Bultje 10 jaar was sloot ze zich aan bij de zwemvereniging ZV Haerlem. Het doel is om de beste te worden in de vlinderslag, net als haar idool Marleen Veldhuis.
Tijdens de Nederlandse classificatie is Bultje gescout door de Johan Cruijff Foundation-opleidingsploeg van de Nederlandse parazwemmers.
Door de coronapandemie was het een mentale en fysiek zware tijd. Het gevolg hiervan was dat het beeld verdween om kwalificatie te halen voor de Paralympische spelen 2020. Op het kwalificatie toernooi kreeg Bultje een positieve corona-uitslag. Bij het andere kwalificatietoernooi werd het limiet op 25 honderdste niet gehaald. Hierdoor verlegde Bultje haar droom om deel te nemen aan de Paralympische spelen om tijdens de Paralympische Spelen 2024 over drie jaar deel te nemen.
Het eerstvolgende toernooi waarvoor Bultje zich kwalificeerde is tevens het eerste grote mondiale toernooi: WK langebaan in Funchal. Hierbij werd er een bronzen medaille gewonnen bij de 4x100m wisselslag 34 punten gemengd samen met de ploeggenoten: Bas Takken, Lisa Kruger en Thijs van Hofweegen. Individueel grijpt Bultje net naast de medailles met een vierde plaats op de S9 50 meter vlinderslag en een vijfde plaats op de S9 100 meter vlinderslag. Op het WK langebaan in 2023 pakt Bultje nu wel een individuele medaille door derde te worden op de S9 50 meter vlinderslag.
In het Paralympisch seizoen staat er naast de Paralympische Spelen 2024 ook een Europees kampioenschap op het programma. Bultje start op drie individuele onderdelen en het gemengde 4x100m wisselslag 34 punten. Er werd een individuele medaille gehaald op de S9 100 meter vlinderslag, deze kleur is zilver. Ook was er een vierde en vijfde plaats, maar het grootste succes op dit kampioenschap was wel de gemengde 4x100m wisselslag 34 punten, tevens op het paralympisch programma. Op dit onderdeel zwom Bultje samen met: Olivier van de Voort, Chantalle Zijderveld en Thijs van Hofweegen een wereldrecord van 4:26.54, wat goed was voor Europees goud. Voor de Paralympische spelen 2024 plaatst Bultje zich op de S9 100 meter vlinderslag en met de gemengde 4x100m wisselslag 34 puntenploeg waar de verwachtingen toren hoog voor zijn. Deze ploeg bestaat uit dezelfde deelnemers van het Europeeskampioenschap waar een wereldrecordtijd werd gezwommen. In de series zette de ploeg een tijd neer van 4:28.77. Heel even staat er een DQ achter de Nederlandse ploeg. Niet veel later heeft de computer een fout gemaakt en gaat de DQ naar de Tsjechische ploeg, wat betekent dat Nederland als snelste ploeg in de series door gaat naar de finale. Er zijn geen wijzigingen ten opzichte van de series. Er werd een voorsprong van zeven seconden weggegeven aan Australië. Hierdoor pakt de wereldrecordhouder en de torenhoge favoriet voor het paralympisch goud het zilver in een tijd van 4.28.07. Australië was een seconden en een honderdste sneller, dit betekende ook een nieuw paralympisch record.

## Resultaten[3]

### Paralympische Spelen
| Jaar | Plaats | S9 100 meter vrije slag | 4x100m wisselslag 34 punten gemengd |
| ---- | ------ | ----------------------- | ----------------------------------- |
| 2024 | Parijs | 4                       | Zilver                              |

### Wereldkampioenschap
| Jaar | Plaats     | S9 50 meter vrije slag | S9 100 meter vlinderslag | 4x100m wisselslag 34 punten gemengd |
| ---- | ---------- | ---------------------- | ------------------------ | ----------------------------------- |
| 2022 | Funchal    | 5                      | 4                        | Brons                               |
| 2023 | Manchester | Brons                  | 6                        |                                     |

### Europees kampioenschap
| Jaar | Plaats  | S9 50 meter vrije slag | S9 100 meter vrije slag | S9 100 meter vlinderslag | 4x100m wisselslag 34 punten gemengd |
| ---- | ------- | ---------------------- | ----------------------- | ------------------------ | ----------------------------------- |
| 2024 | Funchal | 5                      | 4                       | Zilver                   | Goud                                |